# سیارک ۱۶۱۲۱
سیارک ۱۶۱۲۱ (به انگلیسی: 16121 Burrell، نامگذاری:1999XD66) شانزده هزار و صد و بیست و یکمین سیارک کشف شده‌است که در ۷ دسامبر ۱۹۹۹ کشف شد.
قدر مطلق سیارک برابر ۱۲.۳ است.